# Cafu
Marcos Evangelista de Moraes známý jako Cafu (7. června 1970, São Paulo, Brazílie) je brazilský fotbalový obránce. Nejvíc sezón odehrál v italských klubech. Pelé ho roku 2004 zařadil mezi 125 nejlepších žijících fotbalistů.
Kariéru ukončil na jaře roku 2009.
Během pěti let v AC Milán vyhrál všechny trofeje, které vyhrát mohl – italskou ligu Serii A, domácí pohár Coppa Italia, Ligu mistrů, Superpohár UEFA a Mistrovství světa klubů.
Za reprezentaci Brazílie celkem odehrál 142 utkání.
Účastnil se čtyř mistrovství světa – v letech 1994, 1998, 2002 a nakonec 2006.
I v roce 2019 je jediným fotbalistou, který nastoupil do tří finálových zápasů mistrovství světa, v případě Cafú dokonce do tří finálových zápasů (1994, 1998, 2002) za sebou.

## Klubová kariéra
Cafu začal profesionální kariéru v brazilském São Paulu, jehož trenér Telê Santana významně ovlivnil jeho budoucnost, když z mladého záložníka učinil pravého krajního „beka“.
Když se zranila první volba na pravý kraj obrany, Zé Teodoro, chopil se Capu příležitosti naplno. Roku 1995 se snažil poprvé prosadit v Evropě, ale nakonec se vrátil do brazilského Palmeiras, odkud po dvou letech zamířil do římského AS.

### AS Řím
Trenér Zdeněk Zeman věděl, jak zacházet s útočně laděnými krajními obránci a Cafu si pod ním zajistil pevné místo v základu již v úvodním ročníku 1997/98. Římský celek skončil na čtvrtém místě, další ročník pak na místě pátém. Když načínal třetí rok za AS Řím, převzal trenérskou pozici pragmatický Ital Fabio Capello. Cafu si získal také jeho důvěru, ale sehrávání týmu trvalo měsíce, během kterých uzmul mistrovský titul římský rival, Lazio.
V ročníku Serie A 2000/01 se římské mužstvo rozjelo a nakonec slavilo po 18 letech titul, opírajíc se o potentní ofenzivní čtveřici Batistuta, Delvecchio, Montella, Totti, kterou ale značně podporovaly krajní obránci Cafu s Candelou.
Římský klub vstřelil 68 branek a skončil v tabulce o dva body před Juventusem.
Černou kaňkou bylo chování příznivců Lazia Řím při remízovém (2:2) derby 29. dubna, kdy byli rasisticky uráženi Cafú a jeho spoluhráč Zebina při každém dotyku s balónem.
Cesta za obhajobou nakonec úspěšná nebyla, titul o jeden bod před Římem vybojoval Juventus (2001/02). V úvodním zápase Ligy mistrů Římané nestačil na Real Madrid (1:2) a komplikací byla remíza v dalším zápase proti Anderlechtu. Důležitá byla následující vítězství proti moskevskému Lokomotivu, ve druhém zápase proti tomuto soupeři vstřelil Cafu jediný gól, kterým rozhodl o těsné výhře 1:0 v 79. minutě.
Postup do další fáze skupin se podařil, tam AS Řím narazil na Barcelonu, Liverpool a Galatasaray. Při druhé remíze 1:1 doma s Galatasaray zachránil gólem alespoň bod.
Ačkoli poslední zápas proti Liverpoolu byl teprve druhou porážkou od té úvodní s Realem, na postup do čtvrtfinále to nestačilo. Právě vysoký počet remízových zápasů trápil Capellovo mužstvo jak v Lize mistrů, tak v domácí lize.
Po světovém šampionátu 2002 se římskému týmu přestalo dařit a v Serii A skončil v tabulce až na osmém místě. V evropské Lize mistrů tým dokráčel znovu do druhé fáze a znovu se nedokázal prosadit do čtvrtfinále, když po polovině ze šesti skupinových zápasů nezískal žádný bod. Capello v Římě ještě jednu sezonu zůstal, ale Cafú si to zamířil do milánského AC, přestože zájem projevil také japonský celek Yokohama F. Marinos.

### AC Milán

#### 2003/04
AC Milán byl čerstvým vítězem Ligy mistrů, ale v lize čekal na titul několik let. Cafú jakožto volný hráč podepsal dvouletý kontrakt.
Nastoupil do srpnového superpohárového zápasu s Juventusem. Odehrál jej celý, AC Milán však prohrál v závěrečném penaltovém rozstřelu 5:6.
Již v prvním zápase Serie A 2003/04 zaznamenal asistenci u druhého gólu Ševčenka při výhře 2:0 na hřišti Ancona Calcio.
Cafú se brzy probojoval do základní sestavy Carla Ancelottiho přes chorvatského obránce Daria Šimiće. Milán v italské lize poprvé prohrál až 21. prosince venku na Udinese, Cafú sice ve druhém poločasu snížil na 1:2, jeho první gól ve dresu AC Milán ale nevedl k bodovému zisku.
Přesto Ancelottiho tým kráčel k ligovému trůnu a další zápas prohrál až v předposledním kole na hřišti Regginy Calcio, ovšem to už měl historicky 17. titul jistý.

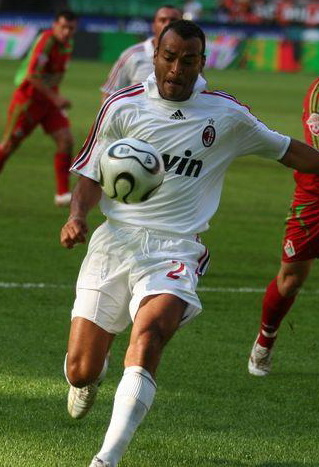
Cafu v AC Milán

V Lize mistrů AC Milán postoupil ze skupiny do osmifinále, kde narazil na českého zástupce, pražskou Spartu. Sparta byla v mnoha ohledech aktivnější, za AC několikrát zahrozil Cafú, avšak zápas skončil remízou 0:0.
V domácí odvetě ale milánský klub vyhrál 4:1 a dostal se do čtvrtfinále.
Úvodní utkání čtvrtfinále otevřel gólem Pandiani, milánští ale utkání čtyřmi góly otočili a Cafú si připsal asistenci na vyrovnávacím gólu Kaká.
Deportivo La Coruña se na domácím stadionu Riazor vzchopilo a zvítězilo 4:0. Čtvrtý gól si připsal záložník Fran, jehož střelu Cafú tečoval do branky bezmocného Didy.

#### 2004/05
AC Milán titul v ročníku 2004/05 neobhájil a skončil na druhém místě za Juventusem. Cafú byl nadále stálicí v obranné čtveřici, tým navíc posílil nizozemský stoper Jaap Stam.
Milán byl dalšímu titulu blízko ještě na jaře, ale situaci si zkomplikoval prohrou v dubnu proti Sieně 1:2.
Jedinou branku v lize vstřelil Cafú proti Parmě,
kdy byl nucen jít na hřiště jako střídající, neboť se právě Stam zranil.
Následně AC neuspělo doma proti Juventusu, prohrálo 0:1 díky gólu Trezegueta a svého soupeře pustilo před sebe v ligové tabulce, Juventus už první místo nepustil.
Ve skupině Ligy mistrů odehrál v prvních pěti zápasech plný počet minut a asistoval u branky Ševčenka do sítě Barcelony během výhry 1:0,
neodvrátil však prohru 1:2 na hřišti tohoto katalánského velkoklubu. Přesto se milánský klub dostal opět do osmifinále, kde po dvou výhrách 1:0 přešel přes Manchester United. V odvetě se zaskvěl Cafú, který přesným centrem nalezl hlavu Crespa.
Brazilcův kvalitní výkon ocenil rovněž trenér Manchesteru Alex Ferguson, který o Cafúovi prohlásil, že „má dvě srdce“.
Ve čtvrtfinále AC přejelo rivala Inter Milán výhrami 2:0 a 3:0, aby v semifinále po výhře 2:0 nad PSV málem vypadlo v odvetě, kdy podlehlo soupeři 1:3 a postoupilo jen kvůli pravidlu venkovních gólů.
Cafú před druhým gólem v 65. minutě nestačil rychlonohému Leemu Young-pyovi, který poslal centr na Phillipa Cocu, a ten hlavou zvýšil na 2:0.
Po třetím gólu PSV se zdálo, že Nizozemci postoupí, ale pozdní gól Ambrosiniho nakonec rozhodl o postupu italského týmu. Finálovým soupeřem se stal anglický FC Liverpool s koučem Benítezem. Cafú se mohl poprvé ucházet o trofej z Ligy mistrů, což byl velký důvod jeho příchodu do milánského velkoklubu.
Finále začalo snově, branka Maldiniho a dvě branky Crespa znamenaly vedení 3:0 v poločase. Cafú v prvních 45 minutách držel na uzdě ofenzivního krajního záložníka soupeře, Nora Riiseho.
Liverpool (i Riise) se však vrátil do zápasu a do konce vyrovnal na 3:3. Prodloužení branky nepřineslo, a tak došlo na penalty, po kterých se senzačně radoval Liverpool.

#### 2005/06
Cafú se v další sezóně objevil jen v 19 zápasech Serie A. Přes útočnou sílu v podobách Ševčenka, Gilardina a Kaká se AC umístilo až na třetím místě za AS Řím a Interem Milán, který se stal vítězem ligy. Itálii v tomto období zasáhl skandál ovlivňování zápasů – známý jako Calciopoli – který se týkal též AC Milán, zatímco Juventus dokonce poslal do 2. ligy. Cafú se na jak podzim, tak na jaře potýkal se zraněními.
Na začátku dubna se vrátil na hřiště a byl zpět ve hře o nominaci na MS 2006 v Německu. V předposledním kole proti Parmě vstřelil ve 43. minutě svou první branku v sezoně.
Právě zranění byla příčinou, proč odehrál v Lize mistrů celkem jen pět zápasů, po potížích s kolenem se vrátil až na semifinále proti Barceloně a pouze jako střídající. Nezabránil úvodní domácí prohře 0:1 a protože se na Camp Nou hrálo nerozhodně 0:0, skončil AC Milán před branou finále.

#### 2006/07
V ročníku 2006/07 se už 36letý Cafú objevil v 24 zápasech Serie A a zpočátku stále dostával důvěru od trenéra Ancelottiho před, například, italským obráncem Danielem Bonerou. Ve skupině Ligy mistrů odehrál úvodní dvě utkání, ale poté byl využíván podstatně méně. Přednost v nejprestižnější evropské soutěži dostával krajní obránce Massimo Oddo nebo jiní beci. Právě Oddo startoval v repríze finále Ligy mistrů proti Liverpoolu. AC Milán tentokrát zvítězil výsledkem 2:1.
Ačkoli byl Cafu na lavičce náhradníků, vytouženého triumfu se dočkal.

### Garforth Town
V prosinci 2008 se Cafú dohodl s anglickým týmem Garforth Town AFC, za který měl odehrát jen několik málo zápasů, podobně jako před ním Brazilci Sócrates či Careca.
Na jaře 2009 ukončil kariéru.

## Přestupy
- z São Paulo FC do Real Zaragoza za 1 500 000 Euro
- z Real Zaragoza do EC Juventude za 2 000 000 Euro
- z EC Juventude do SE Palmeiras za 2 000 000 Euro
- z SE Palmeiras do AS Řím za 7 600 000 Euro
- z AS Řím do AC Milán zadarmo

## Hráčská statistika
| Sezóna         | Klub          | Liga             | Liga   | Liga | Ligové poháry | Ligové poháry | Ligové poháry | Kontinentální poháry | Kontinentální poháry | Kontinentální poháry | Celkem | Celkem |
| Sezóna         | Klub          | Soutěž           | Zápasy | Góly | Soutěž        | Zápasy        | Góly          | Soutěž               | Zápasy               | Góly                 | Zápasy | Góly   |
| -------------- | ------------- | ---------------- | ------ | ---- | ------------- | ------------- | ------------- | -------------------- | -------------------- | -------------------- | ------ | ------ |
| 1989           | São Paulo FC  | Série A          | 3      | 0    | -             | 0             | 0             | -                    | 0                    | 0                    | 3      | 0      |
| 1990           | São Paulo FC  | CP+Série A       | 19+19  | 2+1  | BP            | 4             | 0             | -                    | 0                    | 0                    | 42     | 3      |
| 1991           | São Paulo FC  | CP+Série A       | 26+21  | 3+1  | -             | 0             | 0             | -                    | 0                    | 0                    | 47     | 4      |
| 1992           | São Paulo FC  | CP+Série A       | 18+21  | 4+1  | -             | 0             | 0             | PO+SS+IP             | 14+2+1               | 0                    | 56     | 5      |
| 1993           | São Paulo FC  | CP+Série A       | 29+18  | 15+1 | -             | 0             | 0             | PO+SS+IP+RS          | 8+8+1+1              | 2+2+0+0              | 65     | 20     |
| 1994           | São Paulo FC  | CP+Série A       | 15+16  | 1+3  | -             | 0             | 0             | PO+SS+RS             | 4+6+1                | 0                    | 42     | 4      |
| 1995           | Real Zaragoza | Primera División | 16     | 0    | ŠP            | 2             | 0             | PVP                  | 1                    | 0                    | 19     | 0      |
| květen 1995    | EC Juventude  | CG               | 2      | 0    | -             | 0             | 0             | -                    | 0                    | 0                    | 2      | 0      |
| čer.–pro. 1995 | SE Palmeiras  | Série A          | 20     | 0    | -             | 0             | 0             | PO                   | 2                    | 2                    | 22     | 2      |
| 1996           | SE Palmeiras  | CP+Série A       | 22+16  | 2+2  | BP            | 7             | 2             | PC                   | 1                    | 0                    | 46     | 6      |
| 1997           | SE Palmeiras  | CP+Série A       | 15+0   | 2+0  | BP            | 4             | 0             | -                    | 0                    | 0                    | 19     | 2      |
| 1997/98        | AS Řím        | Serie A          | 31     | 1    | IP            | 5             | 0             | -                    | 0                    | 0                    | 36     | 1      |
| 1998/99        | AS Řím        | Serie A          | 20     | 1    | IP            | 0             | 0             | UEFA                 | 6                    | 0                    | 26     | 1      |
| 1999/00        | AS Řím        | Serie A          | 28     | 2    | IP            | 4             | 0             | UEFA                 | 5                    | 0                    | 37     | 2      |
| 2000/01        | AS Řím        | Serie A          | 31     | 1    | IP            | 2             | 0             | UEFA                 | 7                    | 0                    | 40     | 1      |
| 2001/02        | AS Řím        | Serie A          | 27     | 0    | IP+IS         | 1+0           | 0             | LM                   | 10                   | 2                    | 38     | 2      |
| 2002/03        | AS Řím        | Serie A          | 26     | 0    | IP            | 3             | 1             | LM                   | 12                   | 0                    | 41     | 1      |
| 2003/04        | AC Milán      | Serie A          | 28     | 1    | IP+IS         | 1+1           | 0             | LM+ES+IP             | 9+1+1                | 0                    | 41     | 1      |
| 2004/05        | AC Milán      | Serie A          | 33     | 1    | IP+IS         | 1+1           | 0             | LM                   | 12                   | 0                    | 46     | 1      |
| 2005/06        | AC Milán      | Serie A          | 19     | 1    | IP            | 1             | 0             | LM                   | 5                    | 0                    | 25     | 1      |
| 2006/07        | AC Milán      | Serie A          | 24     | 0    | IP            | 3             | 0             | LM                   | 8                    | 0                    | 35     | 0      |
| 2007/08        | AC Milán      | Serie A          | 15     | 1    | IP            | 2             | 0             | LM+ES+MSK            | 1+0+1                | 0                    | 19     | 1      |
| Celkově        | Celkově       | Celkově          | 578    | 47   | -             | 41            | 3             | -                    | 128                  | 8                    | 747    | 58     |

## Reprezentační kariéra
Trenér brazilské reprezentace Paulo Roberto Falcão jej poprvé postavil do přípravného zápasu 12. září 1990 se Španělskem, která ten den nasadila např. Butragueña či Zubizarretu. Teprve 20letý Cafú tak byl svědkem porážky 0:3.
Další rok byl nominován na jihoamerický turnaj Copa America, ale nebyl nasazen. Na dalším turnaji Copa America v roce 1993 už byl v základu ve třech zápasech ze čtyř, Brazílie ale proti Argentině v osmifinále neuspěla po penaltovém rozstřelu.

### MS 1994
Trenér Carlos Alberto Parreira a jeho asistent Mário Zagallo jej vzali s sebou na světový šampionát, který se v roce 1994 konal v USA. Brazilské mužstvo bylo domácím tiskem podceňované, tisk ho také kritizoval za opuštění tradičního fotbalu, kterým se Brazílie obvykle prezentovala.
Cafú stanul po boku hvězd jakými byli Romário, Bebeto, Leonardo nebo Branco. V obraně tým spoléhal na zónové bránění.
Ve skupině Brazílie zdolala Rusko 2:0, Kamerun 3:0, se Švédskem se hrálo nerozhodně 1:1. Cafú strávil zápasy skupiny pouze na lavičce náhradníků.
Osmifinále proti domácím Spojeným státům bylo těžkou prověrkou, těsně před poločasem byl navíc vyloučen Leonardo. Cafú přišel na hřiště v 69. minutě za Zinha a o tři minuty později vstřelil jediný gól zápasu Bebeto.
Proti Nizozemsku promarnila Brazílie dvougólový náskok, ale Romário strhl výhru na jejich stranu. Cafú dorazil na hřiště v samotném závěru na několik desítek vteřin.
Po semifinálovém vítězství nad Švédy 1:0 se Brazílie ve finále potkala s Itálií. Cafú byl vyslán do hry ve 35. minutě, když se zranil Jorginho a byl tak u výhry 3:2 na penalty, sám ale penaltu nekopal.

### MS 1998
Na mistrovství světa 1998 konaném ve Francii byl Cafú pravým bekem základní jedenáctky kouče Zagalla, zatímco na levé straně operoval Roberto Carlos. V mužstvu byli také hvězdy jako Ronaldo, Rivaldo, Dunga či Sampaio. Brazílie v úvodu porazila Skotsko 2:1.
Na brzký brazilský gól Sampaia před poločasem odpověděl z penalty Skot John Collins. V 73. minutě vypálil Cafú z voleje do 39letého skotského brankáře Jima Leightona, od jehož hrudi se balon odrazil k Tomu Boydovi, který nestačil zareagovat a od něj odražený balon zamířil do branky.
Ve čtvrtfinále Cafú nastoupil do zápasu s Dánskem. Brazilci ho nakonec vyhráli 3:2, Cafú však v 81. minutě dostal druhou žlutou kartu na turnaji (za zdržování za stavu 3:2)
a do semifinále proto nemohl naskočit. Semifinále tak bylo šancí pro Zé Carlose, obránce bez jediného startu v národním týmu.
Zé Carlos ale semifinále zvládl, Brazílie na penalty postoupila přes Nizozemce a dospěla do finále proti domácí Francii. Francie ale v klíčovém zápase Brazílii jednoznačně přehrála. Cafú se takřka vůbec nedostával do průniků, i díky malé podpoře ze strany Leonarda.
Francie zvítězila 3:0.

### MS 2002
Na svém třetím MS vedl Brazílii jako kapitán. V úvodu čekalo na mužstvo vedené koučem Scolarim klání proti Turecku. Turci se ještě před poločasem dostali do vedení, když Cafú nezabránil Hasanu Şaşovi skórovat. Góly Ronalda a Rivalda ale přiklonily výhru na stranu Brazilců.
Ve druhém zápase proti národnímu týmu Číny se hojně pouštěl do ofenzívy a měl i možnost skórovat, nakonec si ale „jen“ připsal asistenci na gól Ronalda v 55. minutě na konečných 4:0.
Ve třetím zápase proti Kostarice Brazílie přestřílela soupeře 5:2, Cafú v závěru zápasu dostal žlutou kartu za faul na Kostaričana Stevena Bryce.
Později Cafú dovedl Brazílii k osmifinálové výhře nad Belgií 2:0.
Ve čtvrtfinále se vedení ujala Anglie gólem Owena, Rivaldo ale před přestávkou vyrovnal a Ronaldinho v 50. minutě skóroval z přímého kopu, než byl o pár minut později vyloučen. Po zápase uvedl, že mu s překonáním brankáře Seamana pomohl radou Cafú.
V semifinále čekalo Brazílii opět Turecko. Cafú patřil spolu s Rivaldem k nejlepším hráčům svého mužstva a svými výpady zaměstnával tureckého levého krajního obránce Ergüna Penbeho. Na začátku zápasu skoro poslal Brazílii do vedení a jeho spolupráce s Klébersonem dělala Turecku potíže.
O postupu do finále rozhodl jediným gólem Ronaldo. Cafú odehrál finálový zápas celý, stejně jako odehrál bez střídání všech šest předchozích zápasů turnaje. Brazílie po dvou gólech Ronalda vyhrála a kapitán Cafú jako první zvedá trofej mistra světa.

### Reprezentační zápasy
Zdroj:
| Brazilská fotbalová reprezentace | Brazilská fotbalová reprezentace | Brazilská fotbalová reprezentace |
| Rok                              | Zápasy                           | Góly                             |
| -------------------------------- | -------------------------------- | -------------------------------- |
| 1990                             | 3                                | 0                                |
| 1991                             | 9                                | 0                                |
| 1992                             | 2                                | 0                                |
| 1993                             | 12                               | 0                                |
| 1994                             | 7                                | 1                                |
| 1995                             | 5                                | 0                                |
| 1996                             | 3                                | 0                                |
| 1997                             | 20                               | 0                                |
| 1998                             | 12                               | 2                                |
| 1999                             | 12                               | 0                                |
| 2000                             | 10                               | 2                                |
| 2001                             | 6                                | 0                                |
| 2002                             | 12                               | 0                                |
| 2003                             | 7                                | 0                                |
| 2004                             | 9                                | 0                                |
| 2005                             | 8                                | 0                                |
| 2006                             | 5                                | 0                                |
| Celkem                           | 142                              | 5                                |

### Statistika na velkých turnajích
| Reprezentace | Rok  | Zápasy                       | Zápasy | Zápasy     | Zápasy           | Zápasy           | Zápasy            |
| Reprezentace | Rok  | Fáze turnaje                 | Datum  | Soupeř     | Odehraných minut | Vstřelené branky | Výsledek          |
| ------------ | ---- | ---------------------------- | ------ | ---------- | ---------------- | ---------------- | ----------------- |
| Brazílie     | 1991 | 1. zápas ve skupině          | 9. 7.  | Bolívie    | 90               | 0                | 2:1               |
| Brazílie     | 1991 | 2. zápas ve skupině          | 11. 7. | Uruguay    | 90               | 0                | 1:1               |
| Brazílie     | 1991 | 2. zápas ve finálové skupině | 19. 7. | Kolumbie   | 90               | 0                | 2:0               |
| Brazílie     | 1991 | 3. zápas ve finálové skupině | 21. 7. | Chile      | 90               | 0                | 2:0               |
| Brazílie     | 1993 | 1. zápas ve skupině          | 18. 6. | Peru       | 90               | 0                | 0:0               |
| Brazílie     | 1993 | 2. zápas ve skupině          | 21. 6. | Chile      | 90               | 0                | 2:3               |
| Brazílie     | 1993 | 3. zápas ve skupině          | 24. 6. | Paraguay   | 90               | 0                | 3:0               |
| Brazílie     | 1993 | Čtvrtfinále                  | 27. 6. | Argentina  | 90               | 0                | 1:1 (5:6 na pen.) |
| Brazílie     | 1994 | Osmifinále                   | 4. 7.  | USA        | 21               | 0                | 1:0               |
| Brazílie     | 1994 | Čtvrtfinále                  | 13. 7. | Nizozemí   | 1                | 0                | 3:2               |
| Brazílie     | 1994 | Finále                       | 17. 7. | Itálie     | 99               | 0                | 0:0 (3:2 na pen.) |
| Brazílie     | 1997 | 1. zápas ve skupině          | 13. 6. | Kostarika  | 65               | 0                | 5:0               |
| Brazílie     | 1997 | 2. zápas ve skupině          | 18. 6. | Mexiko     | 90               | 0                | 3:2               |
| Brazílie     | 1997 | 3. zápas ve skupině          | 19. 6. | Kolumbie   | 73               | 0                | 2:0               |
| Brazílie     | 1997 | Semifinále                   | 26. 6. | Peru       | 90               | 0                | 7:0               |
| Brazílie     | 1997 | Finále                       | 29. 6. | Bolívie    | 90               | 0                | 3:1               |
| Brazílie     | 1998 | 1. zápas ve skupině          | 10. 6. | Skotsko    | 90               | 0                | 2:1               |
| Brazílie     | 1998 | 2. zápas ve skupině          | 16. 6. | Maroko     | 90               | 0                | 3:0               |
| Brazílie     | 1998 | 3. zápas ve skupině          | 23. 6. | Norsko     | 90               | 0                | 1:2               |
| Brazílie     | 1998 | Osmifinále                   | 27. 6. | Chile      | 90               | 0                | 4:1               |
| Brazílie     | 1998 | Čtvrtfinále                  | 3. 7.  | Dánsko     | 90               | 0                | 3:2               |
| Brazílie     | 1998 | Finále                       | 12. 7. | Francie    | 90               | 0                | 0:3               |
| Brazílie     | 1999 | 1. zápas ve skupině          | 30. 6. | Venezuela  | 77               | 0                | 7:0               |
| Brazílie     | 1999 | 2. zápas ve skupině          | 3. 7.  | Mexiko     | 90               | 0                | 2:1               |
| Brazílie     | 1999 | Čtvrtfinále                  | 11. 7. | Argentina  | 90               | 0                | 2:1               |
| Brazílie     | 1999 | Semifinále                   | 14. 7. | Mexiko     | 90               | 0                | 2:0               |
| Brazílie     | 1999 | Finále                       | 18. 7. | Uruguay    | 90               | 0                | 3:0               |
| Brazílie     | 2002 | 1. zápas ve skupině          | 3. 6.  | Turecko    | 90               | 0                | 2:1               |
| Brazílie     | 2002 | 2. zápas ve skupině          | 8. 6.  | Čína       | 90               | 0                | 4:0               |
| Brazílie     | 2002 | 3. zápas ve skupině          | 13. 6. | Kostarika  | 90               | 0                | 5:2               |
| Brazílie     | 2002 | Osmifinále                   | 17. 6. | Belgie     | 90               | 0                | 2:0               |
| Brazílie     | 2002 | Čtvrtfinále                  | 21. 6. | Anglie     | 90               | 0                | 2:1               |
| Brazílie     | 2002 | Semifinále                   | 26. 6. | Turecko    | 90               | 0                | 1:0               |
| Brazílie     | 2002 | Finále                       | 30. 6. | Německo    | 90               | 0                | 2:0               |
| Brazílie     | 2006 | 1. zápas ve skupině          | 13. 6. | Chorvatsko | 90               | 0                | 1:0               |
| Brazílie     | 2006 | 2. zápas ve skupině          | 18. 6. | Austrálie  | 90               | 0                | 2:0               |
| Brazílie     | 2006 | Osmifinále                   | 27. 6. | Ghana      | 90               | 0                | 3:0               |
| Brazílie     | 2006 | Čtvrtfinále                  | 1. 7.  | Francie    | 76               | 0                | 0:1               |

## Úspěchy

### Klubové
- 4× vítěz ligy provincie Paulista (1989, 1991, 1992, 1996)
- 1× vítěz brazilské ligy (1991)
- 2× vítěz italské ligy (2000/01, 2003/04)
- 2× vítěz italského superpoháru (2001, 2004)
- 1× vítěz Ligy mistrů (2006/07)
- 1× vítěz Poháru PVP (1994/95)
- 2× vítěz evropského superpoháru (2003, 2007)
- 2× vítěz Poháru osvoboditelů (1992, 1993)
- 2× vítěz Recopa Sudamericana (1993, 1994)
- 1× vítěz Supercoppa Sudamericana (1993)
- 1× vítěz Poháru Conmbolu (1994)
- 1× vítěz Mistrovství světa klubů (2007)
- 2× vítěz Interkontinentálního poháru (1992, 1993)

### Reprezentační
- 4× na MS (1994 - zlato, 1998 - stříbro, 2002 - zlato, 2006)
- 4× na CA (1991 - stříbro, 1993, 1997 - zlato, 1999 - zlato)
- 1× na Konfederační pohár FIFA (1997 - zlato)

### Individuální
- 2× Bola de Prata (1992, 1993)
- 1× Fotbalista roku Jižní Ameriky (1994)[91]
- All Stars Team UEFA (2004, 2005)
- All Stars Team FIFPro (2005)
- Zlatý míč – nejlepší tým (2020)

### Vyznamenání
Řád Rio Branco (4. 2. 2008)

## Osobní život
S manželkou vychovával tři děti. V roce 2019 ale prožil tragédii, když jeho třicetiletý nejstarší syn Danilo při rekreačním sportování utrpěl infarkt a na jeho následky zemřel.

## Zajímavosti
- 8. července 2014, po velké porážce Brazílie od Německa (1:7) na MS 2014 ve fotbale chtěl Cafú navštívit brazilskou šatnu, aby hráče povzbudil a utěšil. Prezident brazilské fotbalové federace, José Maria Marin, mu však vstup neumožnil z důvodu, že se jedná o cizího člověka. Přitom s Brazílií slavil coby kapitán dvakrát světový titul (1994,2002) a je aktuálním rekordmanem v počtu startů za Brazílii.[93]